# Saint-Chamond (char)
Ne doit pas être confondu avec Saint-Chamond.
Le Saint-Chamond est le deuxième char d'assaut produit pour l’armée française au cours de la Première Guerre mondiale, après le char Schneider CA1. Il est beaucoup plus lourd et plus long, mais utilise le même obus explosif de 75 mm équipé de la même fusée.
Alors que, le 14 janvier 1916 (note carton SHD n° 16N 2121), le colonel Estienne rend compte au général Joffre de l'état du projet, mis au point avec l'ingénieur Brillié de la Société Schneider, il précise que le char sera équipé d'un mortier de 75 mm tirant de plein fouet, c'est-à-dire en tir direct et tendu sur les objectifs de première ligne, cibles immédiates de l'infanterie montant à l'assaut.
Ce sont les caractéristiques de la mission du char, définies par le colonel Estienne qui ont conditionné le choix de ce canon fait avec la Société Schneider. Quatre cents exemplaires sont fabriqués par la Compagnie des forges et aciéries de la marine et d’Homécourt (FAMH) à Saint-Chamond. Né d'une hypothétique rivalité entre la firme de Saint-Chamond et la société Schneider.
Le Saint-Chamond se révèle assez peu efficace sur des terrains bouleversés par les tranchées et les impacts de l'artillerie (comme le char Schneider et le char Renault FT). Cependant en 1918, lors de la reprise de la guerre de mouvement en rase campagne, son canon de 75 mm est utilisé pour engager directement le secteur des premières lignes, les cibles traitées par les chars étant en tir direct et à vue. La principale faiblesse du char Saint-Chamond était son train de chenilles beaucoup trop court et sujet à de fréquents déraillements. Après l'armistice, les chars Saint-Chamond sont entièrement remplacés par des chars lourds britanniques.

## Développement
La société Schneider voit son contrat avalisé, par le Ministre de la Guerre, le général Galliéni, le 1er février 1916 pour la commande de 400 chars. Le Général Joffre n'est mis au courant que le 27 avril 1916 de la décision prise par Albert Thomas de commander aussi 400 chars à FAMH. La Société FAMH recevra, le 14 juin 1916, le contrat avalisé par le ministre de la Guerre le 29 mai 1916 pour la commande de 400 chars.
Il n'y a jamais eu de prototype commun à Schneider et Saint Chamond, La société Schneider, propriétaire de la licence depuis le printemps 1915, savait depuis Août 1915 que son projet aurait un train de roulement plus long de 30 cm que celui du Holt 45 cv.
Le S/Lt Fouché construisait son châssis d'expertise dans un hangar d'une usine réquisitionnée de Billancourt, au numéro 34 du quai du point du jour.
Cette usine fut, jusqu'à la crue de la Seine de 1910, l'usine de l'avionneur Gabriel Voisin, puis l'usine « l'Automobilette » des constructeurs de voitures Coignet et Ducruzel. D'où le surnom donné au Saint Chamond no 62400, monté sur le châssis construit par le S/Lt Fouché dans cette usine.
Pierre Lescure, de l'équipe de mécaniciens du S/Lt Charles Fouché, monte le premier habillage en forme de barque qui sera fixé sur le châssis d'expertise, jusqu'au moment de la prise en main du projet par FAMH, qui verra apparaître, aux essais de Vincennes, d'août 1916, une forme de châssis ouvert, tout a fait dans la future forme du char Saint Chamond.
Les contraintes de temps, imposées par le Général Mourret, oblige le sous-lieutenant Fouché à un montage qui se révèle plus long de 30 cm que celui qu'allait avoir le char Schneider.
Le train de chenilles est directement inspiré par les tracteurs Holt-Caterpillar, c'est l'exact copie du train de roulement du châssis d'expertise, monté par le sous-lieutenant Fouché.
Cependant, l’ingénieur en chef de Schneider, Eugène Brillié, rejette ce premier prototype. Il choisit un nouveau dessin intégrant son invention, une queue permettant de franchir les tranchées, avec une longueur de caisse bien inférieure, rendant possible la création d’un véhicule plus léger.
La société Schneider refuse de partager l’invention brevetée de Brillié avec la société Saint-Chamond qui, de son côté, ne veut pas lui verser de redevances. Dès lors, les deux compagnies travaillent sur deux véhicules très différents, bien que dérivant tous deux du tracteur A initial. La société SOMUA, filiale de Schneider, usine donc le Char Schneider CA1, alors que Saint-Chamond présente au ministère de la Guerre un projet de char qui se veut plus compétitif, car mieux armé (un canon de 75 mm normal et quatre mitrailleuses Hotchkiss).
Saint Chamond utilise les relations au ministère de la Guerre d’un de ses directeurs techniques, le colonel Émile Rimailho, un des deux coinventeurs du fameux canon de 75 mm Mle 1897, pour faire accepter les spécifications de leur propre projet. Notamment, le ministère approuve le montage d’un canon de 75 mm normal, à tube long, sur le char Saint-Chamond. Le résultat de cette validation est de rendre le char Saint-Chamond plus long et plus lourd que le char Schneider, avec un compartiment de combat allongé, dépassant largement le train chenilles, tant à l’avant qu'à l’arrière. Le premier prototype du char Saint-Chamond est présenté à l’Armée et approuvé en septembre 1916. Les premières sorties d’usine datent d’avril 1917.

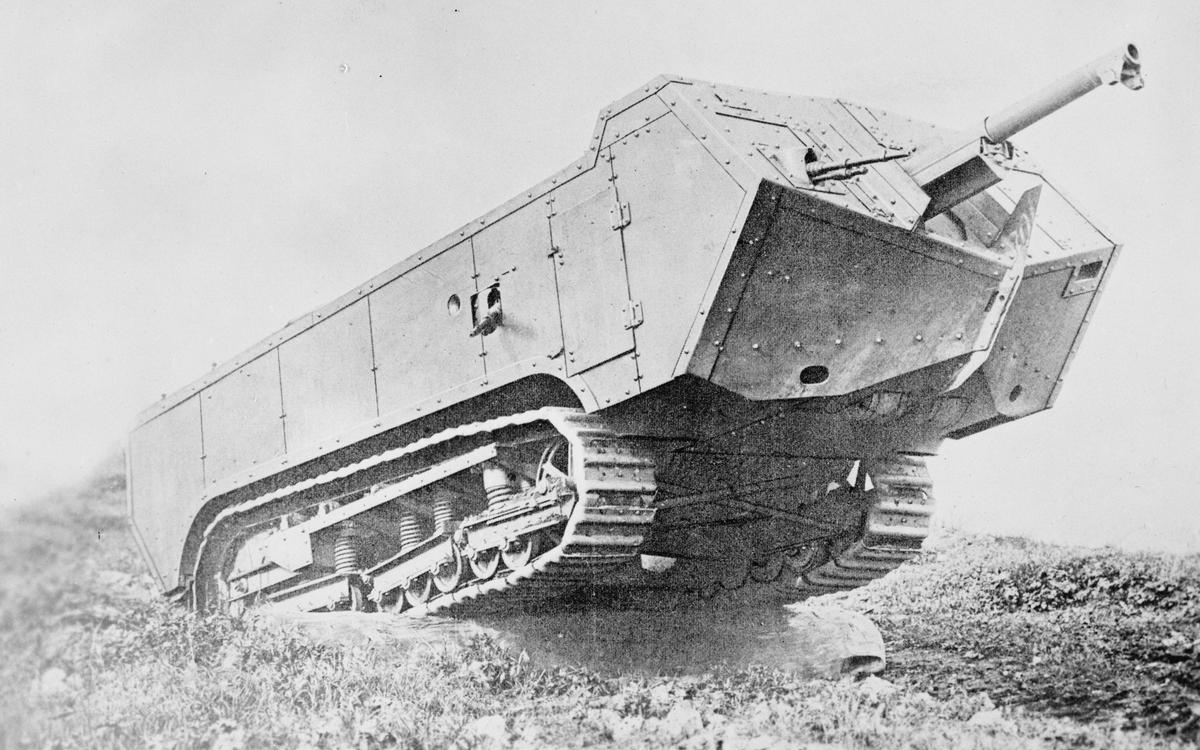
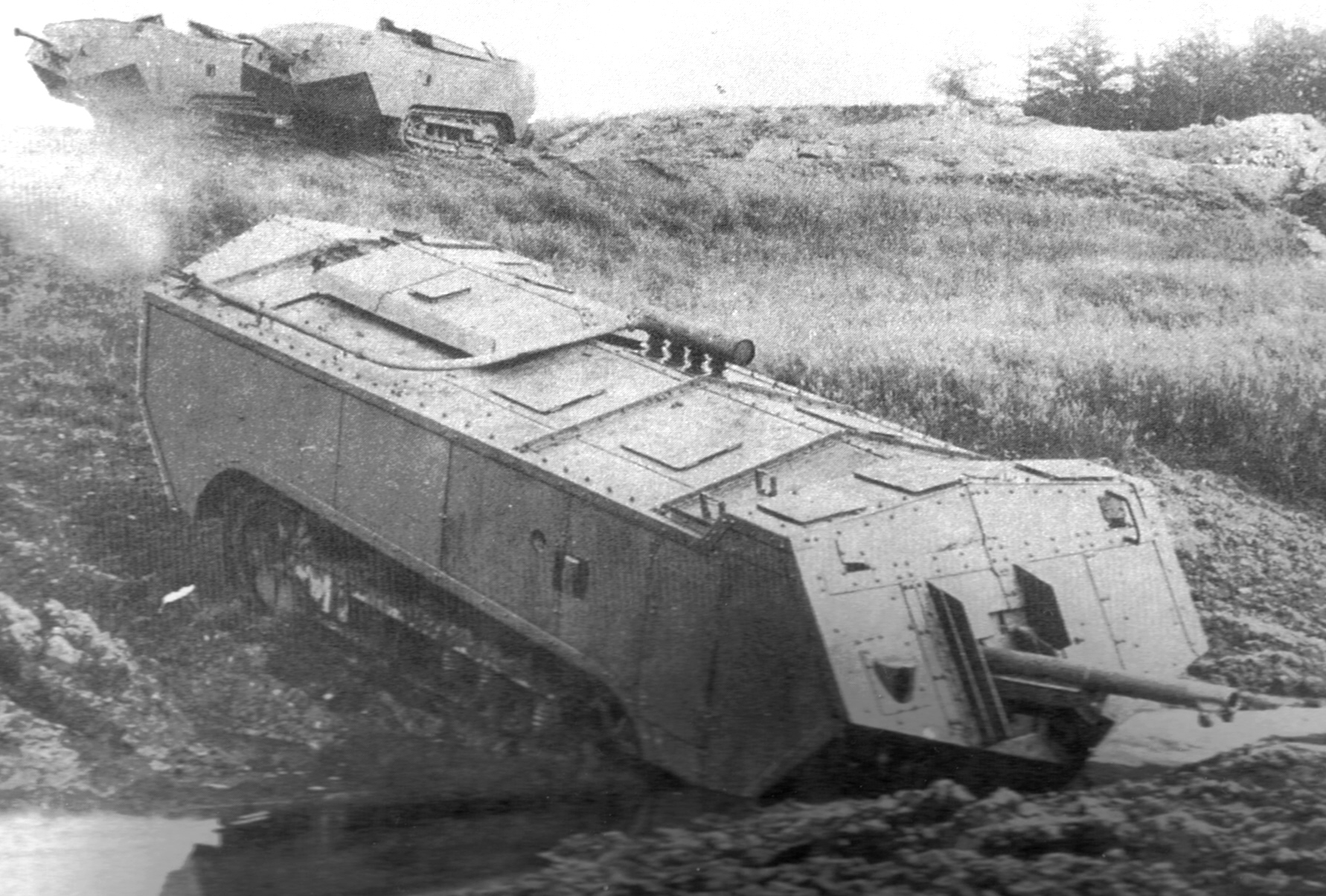
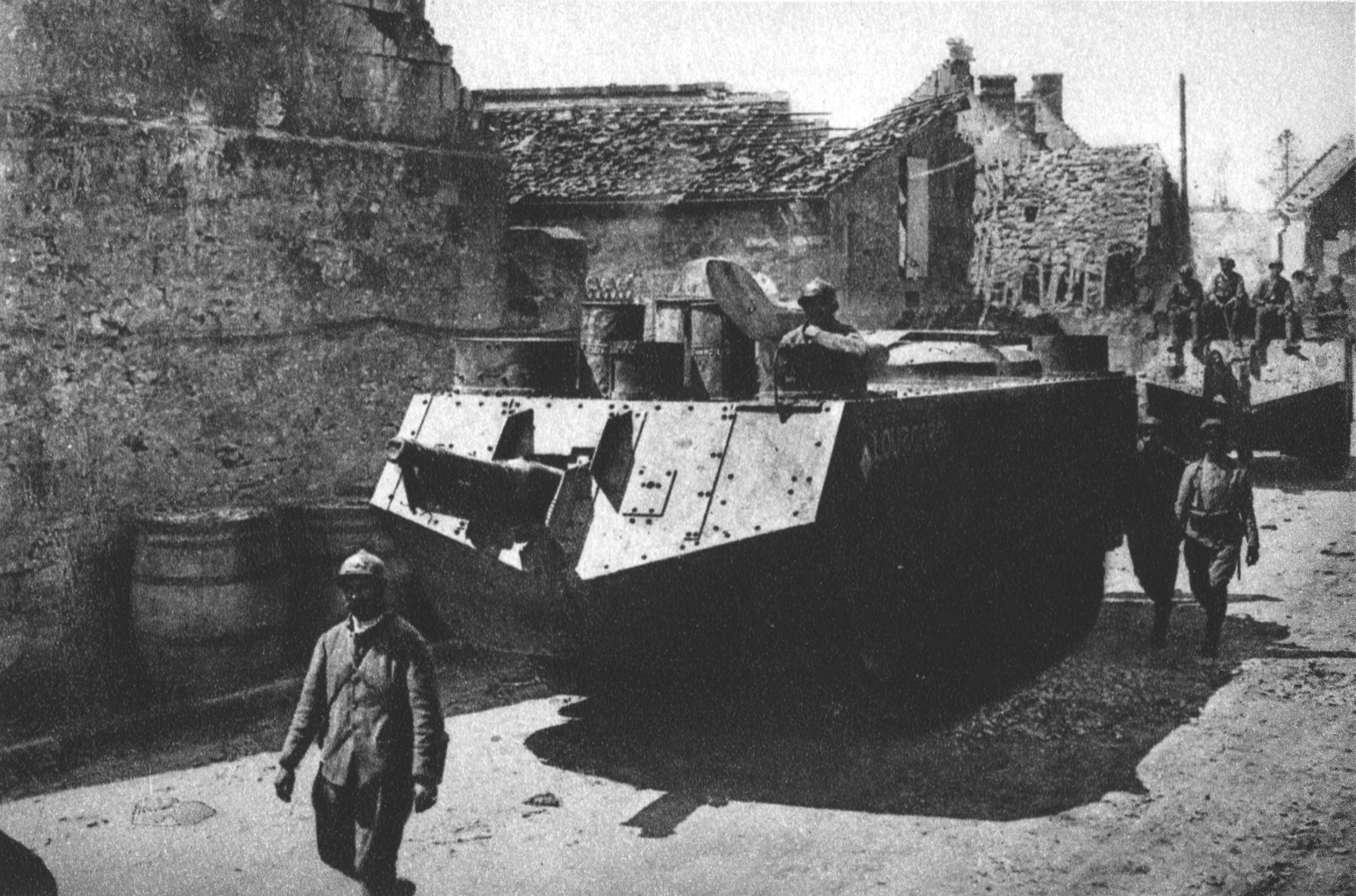

## Description
Issu du tracteur A, le char Saint-Chamond est un véhicule imposant, plus grand et plus lourd que son rival, le char Schneider CA1. Il dépasse, en effet, le char Schneider de plus de deux mètres, et il est plus lourd d’environ huit tonnes.
Cependant, malgré son handicap de masse, il est capable d’une meilleure vitesse de pointe sur terrain plat, grâce à son moteur Panhard et Levassor, sans soupapes, plus puissant et, surtout, grâce à l’utilisation d’une transmission électrique « Crochat-Colardeau ». Cette dernière, utilisée avant guerre sur les automotrices de chemin de fer, rend possible une conduite relativement souple et rapide sur terrain plat.
Malheureusement ces avantages techniques ne sont valables que sur route. Une fois engagé dans la boue du no man's land, le long nez du Saint-Chamond a tendance à se ficher dans le moindre accident de terrain. Enfin, sur les premiers chars Saint-Chamond, les chenilles résistent mal à l’usure et les patins de chenilles donnent des pressions au sol excessives.
Cette première génération de Saint-Chamond, nommée officieusement M1 est équipée d'un canon de 75 mm L12 CTR, son toit est plat et trois tourelles sont à l'avant. Sur les 165 exemplaires de cette version, une cinquantaine sera reconvertie en modèle « caisson », il s'agit du même char auquel on a retiré le canon de 75 et le double blindage. Ces modèles caissons se sont montrés plus fiables sur le champ de bataille, du fait d'un poids plus faible.
Fin 1917, et surtout pendant l’année 1918, un certain nombre d’améliorations furent apportées au char Saint-Chamond, donnant naissance à un nouveau modèle, souvent appelé « M2 » :
- un toit à deux pentes, pour laisser rouler les grenades ennemies (ajout qui donne naissance officieusement à la version « M2 ») ;
- une seule tourelle, devenue quadrangulaire, pour le poste de conduite. Cette tourelle "casemate" n'existe pas sur les premiers "M2" qui possèdent une simple trappe. Ces premiers exemplaires seront rétrospectivement équipés de cette casemate ;
- des patins de chenilles en meilleur acier et élargis d’environ 30 % ;
- des rouleaux cylindriques, placés sous les extrémités avant et arrière du char, pour faciliter la progression en terrain difficile ;
- le canon Saint-Chamond d’origine, de 75 mm, est remplacé par le classique canon de 75 mm Mle 1897.
- Les derniers exemplaires verront leurs flancs renforcés[1].

Le char Saint-Chamond est utilisé jusqu’en septembre 1918, soit deux mois avant l’armistice du 11 novembre. Il trouve son rôle le plus efficace pendant les mois d'été 1918, après la reprise de la guerre de mouvement, en tant que canon de 75 mm sur affût à chenilles, capable d’engager directement le secteur des premières lignes car les cibles traitées par les chars sont en tir direct et à vue. Il peut donc être considéré comme un précurseur, certes très imparfait, des canons d'assaut utilisés pendant la Seconde Guerre mondiale.

### Prototypes
Deux Saint-Chamond ont été détournés pour essayer de nouvelles configurations, aucune ne donnera suite.
Le numéro 62400 a ainsi été modifié pour accueillir un canon de 120 mm, ce qui sera refusé par les autorités, et le numéro 62699 était équipé de bêches à la place du canon de 75 pour détruire le parapet des tranchées et les combler partiellement.

## Exemplaires survivants et répliques
Très peu de Saint-Chamond ont survécu. Il ne subsiste qu'un exemplaire historique de Saint-Chamond M2, quasi intact, remis en état de marche au musée des blindés de Saumur. Un autre exemplaire du M2 existe, une reconstitution statique. Deux versions mobiles du Saint-Chamond M1, qui sont des reconstitutions plus ou moins fidèles existent. Il existe un troisième M1, qui est plutôt une maquette statique grandeur nature.

### Saint-Chamond M2
Le char Saint-Chamond exposé au musée des blindés de Saumur provient d’un don de l’« US Army Ordnance Museum », situé à « Aberdeen Proving Grounds », au Maryland, États-Unis. Il s'agit d'un modèle M2. La remise en état d’origine de la dynamo et des moteurs électriques n’a pu être réalisée, à cause de leur état de dégradation trop avancé, jugé irréversible.
L'exemplaire nommé « Fleur d'amour », remis en état de fonctionnement par la société roannaise Appres Industries et Nexter Systems a défilé le 14 juillet 2017 lors de la parade militaire annuelle sur les Champs-Élysées.
Une reconstitution statique du M2 a été réalisée et inaugurée en 2019 à Saint-Chamond par les élèves en section chaudronnerie du lycée Claude-Lebois, exposé à proximité des forges dont il était originaire, un siècle plus tôt.

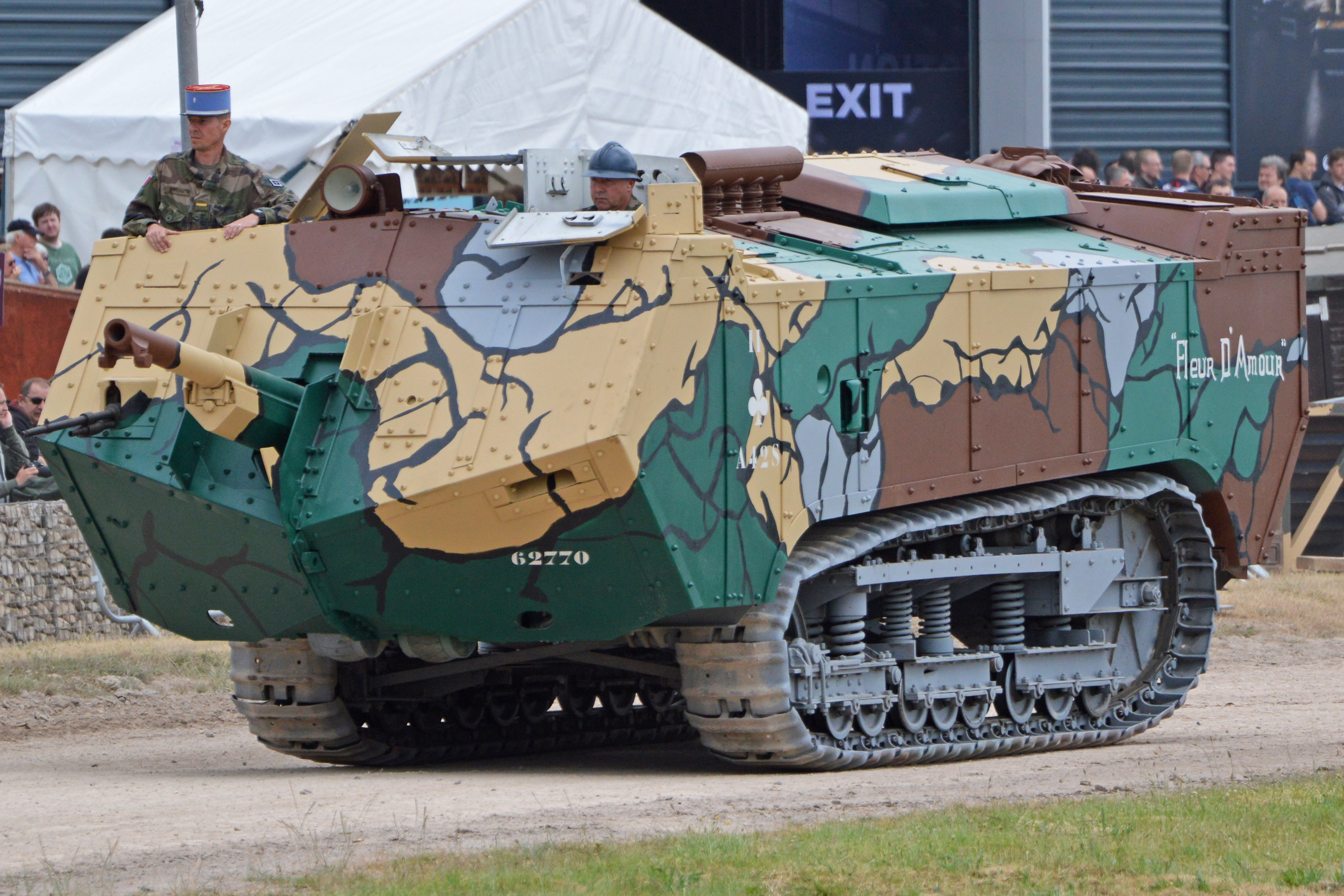
"Fleur d'amour",
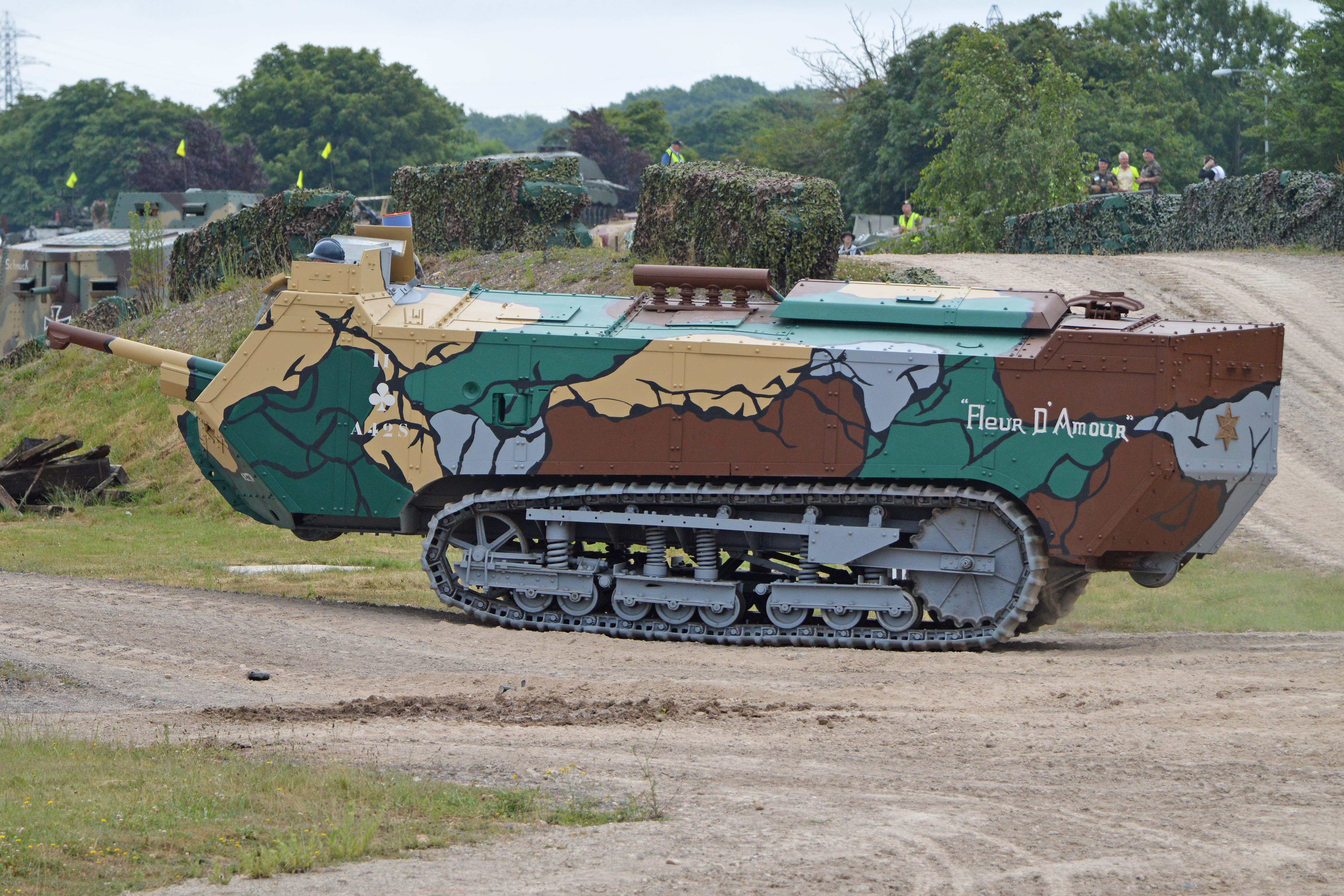
en action,
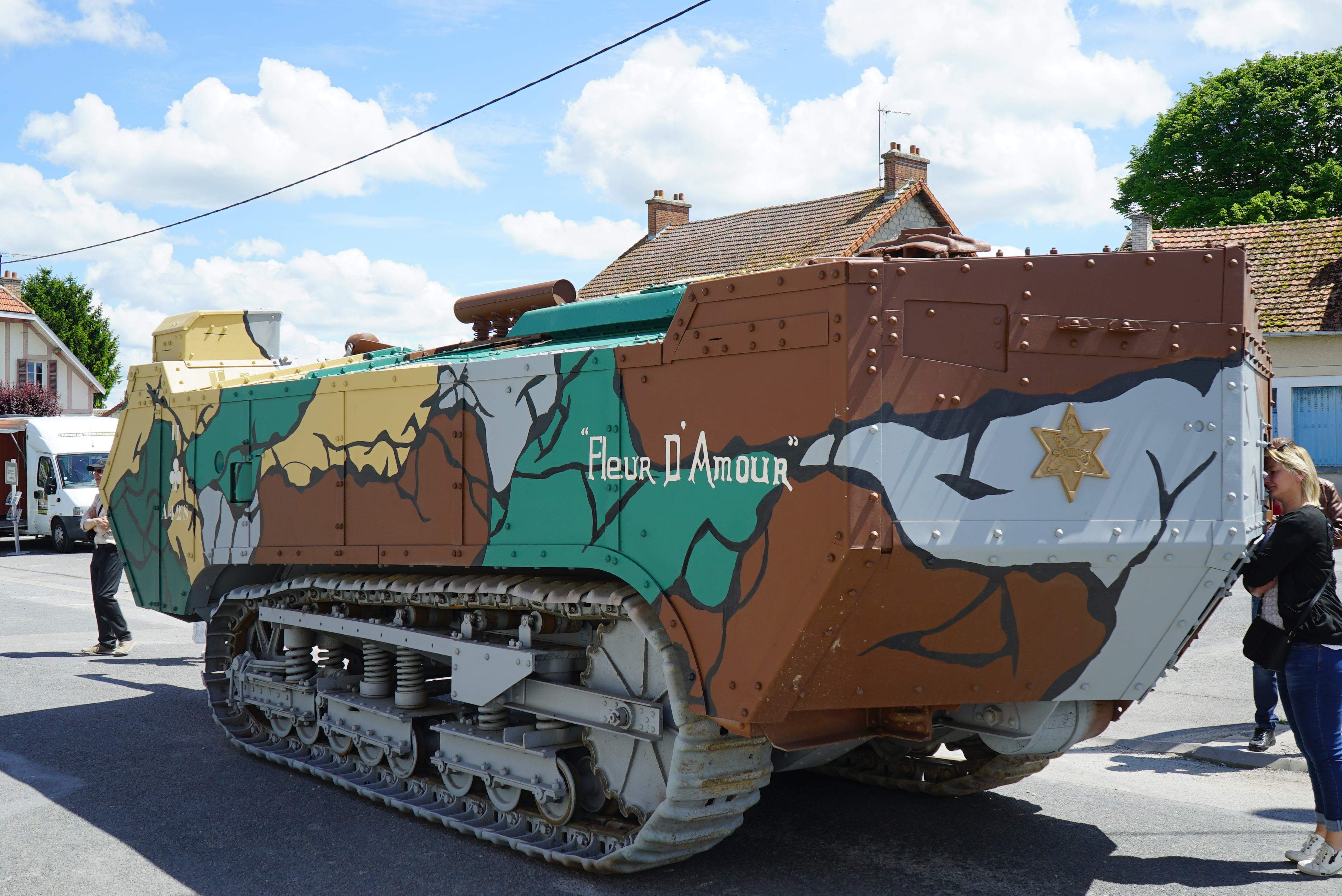
et devant la mairie de Berry-au-Bac.
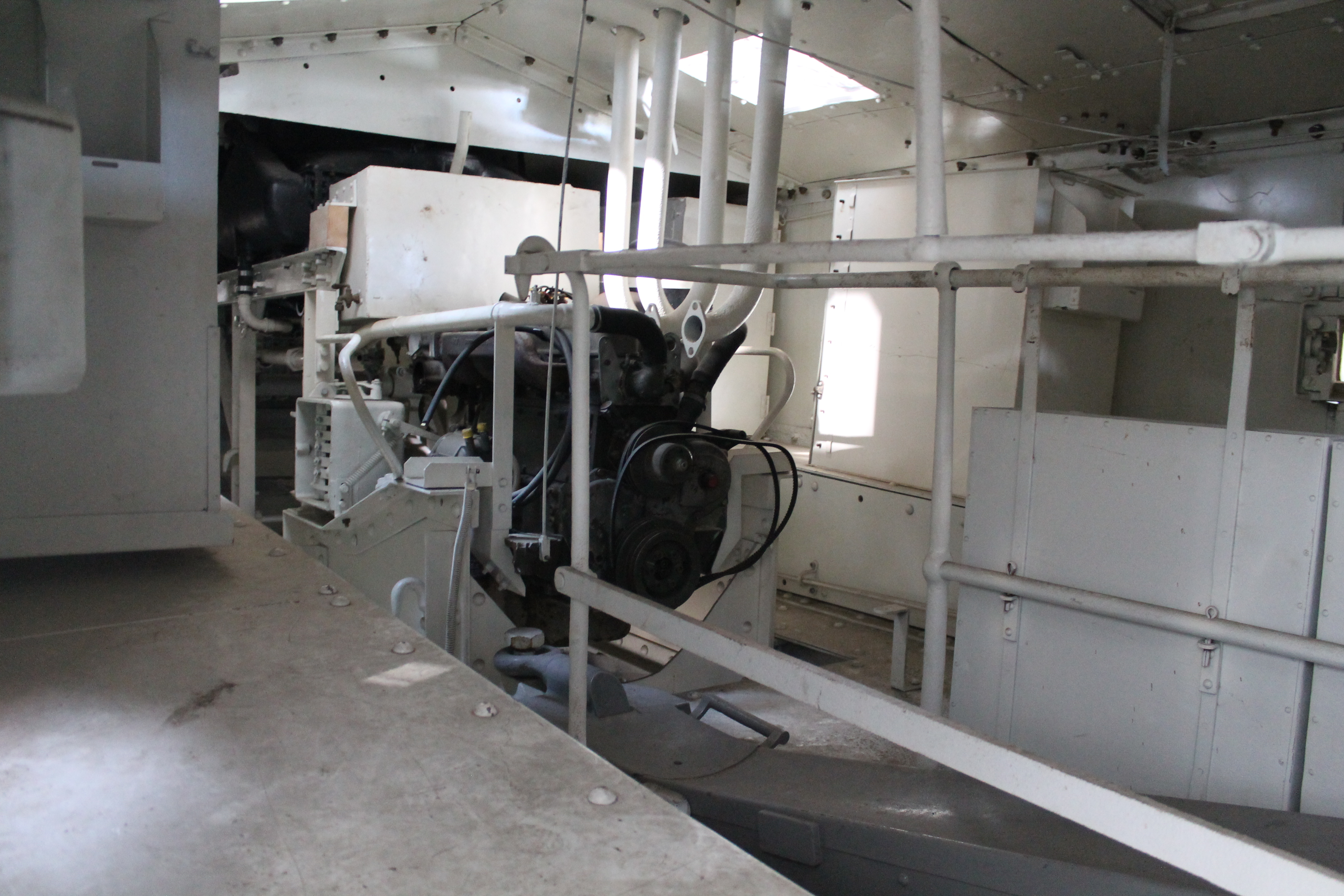
Vue intérieure
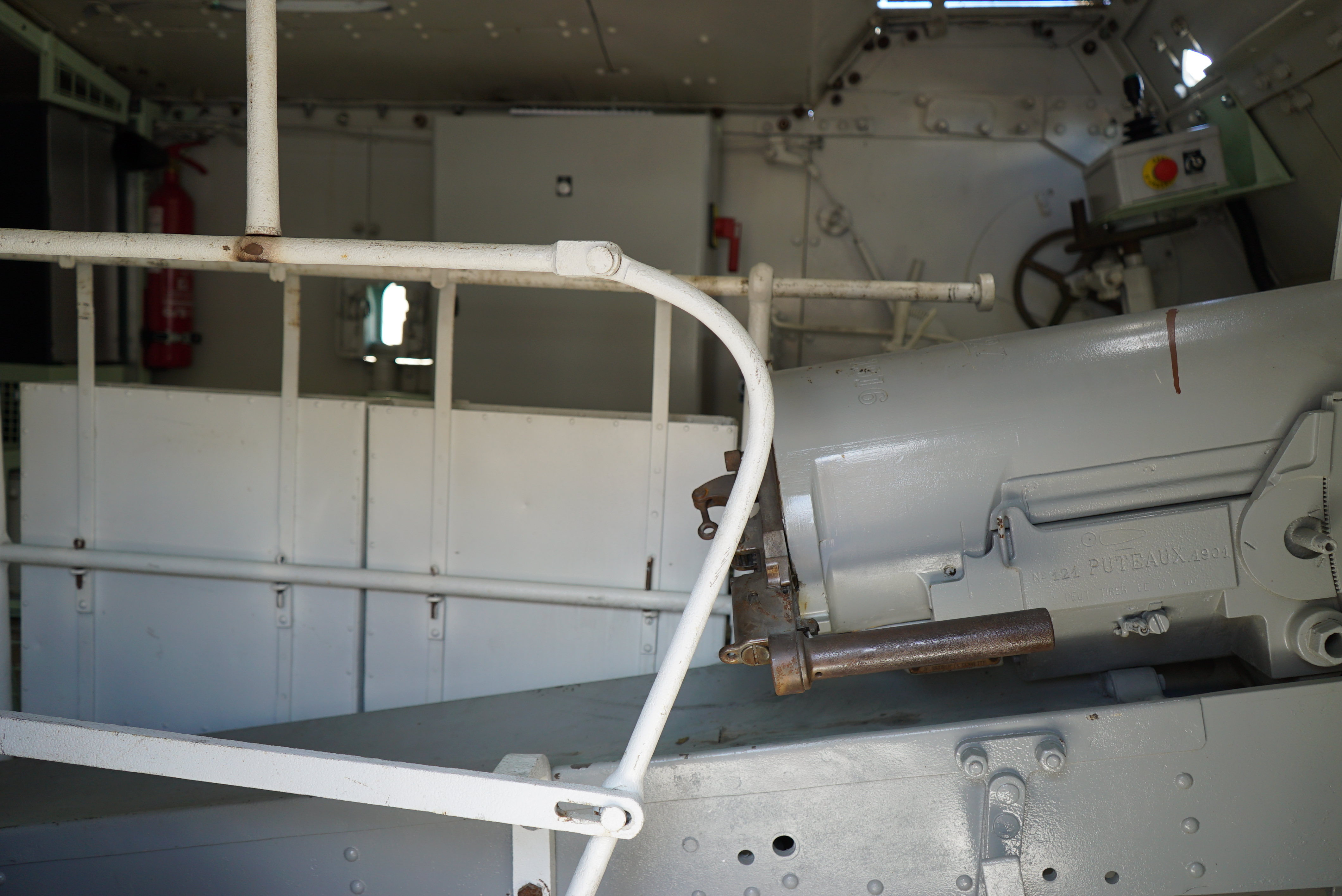
Canon de droite

### Saint-Chamond M1
L'association à but non lucratif (loi de 1901) Mémoire de poilus a reconstruit, à partir de pièces d'origines provenant de plusieurs spécimens, un char St-Chamond M1, baptisé « Madelon » (nom d'un spécimen historique), qui est donc le dernier exemplaire au monde en état de marche. Cet exemplaire a été exposé au Musée de la Grande Guerre du Pays de Meaux.
Un autre exemplaire, toujours modèle M1, a été recréé sur la base d'un BVP-1 Tchécoslovaque (version locale du BMP-1) qui sert de châssis. Cet exemplaire sera utilisé pour le film À l'ouest, rien de nouveau, en 2022.
Enfin, devant l'Historial de la Grande Guerre à Péronne, une réplique à l'échelle 1:1 en polystyrène est exposé, construite par des élèves de Tourcoing.